# Khu đô thị mới
Khu đô thị mới là khu vực đô thị được xây dựng mới hoàn toàn thường nằm ở ngoại ô các thành phố. Chúng được quy hoạch và xây dựng đồng bộ. Việc xây dựng các khu đô thị mới phục vụ từng bước việc cấu trúc, tổ chức lại các đô thị cũ.

## Cấu trúc
Khu đô thị mới được quy hoạch đồng bộ, bao gồm chủ yếu là các dãy nhà liên kết hoặc chia lô. Nhà mặt tiền chiếm tỉ lệ cao, với từ 2 đến 3 tầng. Chúng cũng bao gồm các chung cư cao cấp. Ngoài công trình để ở còn các công trình công cộng là tiện ích cao cấp phục vụ dân cư sinh sống tại đây. Đường sá là đường nhựa hoặc đường lót đá.
Khu đô thị mới thường xây theo một kiểu nhà duy nhất đồng bộ cả một khu hoặc một dãy. Chúng có thể không cần có cảnh quan tự nhiên như quá nhiều cây xanh, nhưng một số khu đô thị có diện tích công viên rộng lớn, bao gồm các vườn kiểng, hồ nước. Bố trí nhiều cây xanh là xu hướng của các đô thị mới, yếu tố môi trường này liên quan tới chất lượng sống của con người do đó rất được chú ý.

## Mục đích
Mục đích chính của khu đô thị mới là khu vực kiểu mẫu cho việc từng bước tái cấu trúc lại một thành phố. Chúng được phát triển bên cạnh việc cải tạo, nâng cấp các thành phố. Việc xây dựng chúng giải quyết nhu cầu nhà ở ngày càng bức thiết tại thành phố lớn. Việc xây dựng chúng gắn liền các khu công nghiệp, đầu mối giao thông, các khu trung tâm thương mại dịch vụ.
Các khu đô thị mới cũng là nơi tập trung người giàu có, chúng được chủ đầu tư bán để phục vụ thương mại. Việc tập trung vào sống tại các khu vực này cũng phản ánh nhu cầu sống nâng cao về mặt chất lượng của các cá nhân. Các căn hộ hay nhà ở cao cấp cũng được bán cho người nước ngoài, đặc biệt là giới đầu tư. Điều này thu hút họ đến đầu tư làm ăn tại thành phố lớn.
Khu đô thị mới có thể là khu chỉ dùng để ở, hoặc là khu vực buôn bán nhộn nhịp. Các khu này có vai trò thúc đẩy phát triển kinh tế tại thành phố lớn. Các khu đô thị mới tại các khu vực du lịch cũng có vai trò phục vụ nhu cầu của khách du lịch.

## Tình trạng
Nhiều khu đô thị có giá nhà đắt đỏ nên thường không tập trung đông người về ở, nhiều khu qua nhiều năm trở nên xuống cấp do trống trải không ai mua để ở.

### Sách
- Australian Agency for International Development (2006). Chính sách thu hút đầu tư vào thị trường bất động sản Việt Nam. Nhà xuất bản Chính trị quốc gia.
- Chu Văn Thành (2006). Đô thị Việt Nam hiện nay. Nhà xuất bản Thống kê.
- Đảng Cộng sản Việt Nam (2006). Đại hội Đảng cộng sản Việt Nam lần thứ X. Nhà xuất bản Lao động - xã hội.
- Ngô Quang Toản, Nguyễn Quang Ân (2006). Địa chí Bắc Giang: địa lý và kinh tế. Sở văn hóa thông tin Bắc Giang và Trung tâm UNESCO thông tin tư liệu lịch sử và văn hóa Việt Nam.
- Nguyễn Hữu Đức (2003). Đảng Cộng sản Việt Nam với công cuộc đổi mới đất nước. Nhà xuất bản Quân đội nhân dân.
- Nguyễn Khoa Điềm, Trịnh Thúc Huỳnh (2005). Việt Nam, đất nước, con người. Nhà xuất bản Chính trị quốc gia.
- Nguyễn Quang Vinh (2009). Đi tìm sức sống các quan hệ xã hội ghi chép trên những dặm đường khảo sát xã hội học. Nhà xuất bản Khoa học xã hội.
- Phạm Hoàng Hải (2011). Những mô hình phát triển kinh tế hải đảo Việt Nam. Nhà xuất bản Khoa học tự nhiên và công nghệ.
- Phạm Xuân Ánh (2020). Quy hoạch và thiết kế đô thị thích ứng với hiện tượng ngập lụt, nước biển dâng tại Thành phố Cần Thơ.
- Quách Thu Nguyệt (2006). Hỏi đáp Sài Gòn - Thành phố Hồ Chí Minh, Tập 6. Nhà xuất bản Trẻ.
- Trịnh Cẩm Lan (2017). Tiếng Hà Nội từ hướng tiếp cận phương ngữ học xã hội. Nhà xuất bản Đại học Quốc gia Hà Nội.
- Võ Văn Kiệt (2006). Đổi mới, bản lĩnh và sáng tạo. Nhà xuất bản Quân đội nhân dân.